# Jubal
Jubal es una película del oeste de 1956, dirigida por Delmer Daves y protagonizada por Glenn Ford. Está basada en una novela de Paul Wellman. Se realizó en Technicolor y Cinemascope y se rodó en el valle de Jackson Hole, en el estado de Wyoming, Estados Unidos.

## Argumento
Jubal Troop (Glenn Ford) es un vaquero al que encuentran exhausto y sin caballo. Se le da refugio en el rancho de Shep Horgan (Ernest Borgnine), donde rápidamente encuentra a un enemigo en Pinky (Rod Steiger), un ganadero de reses que desprecia a Jubal diciéndole que huele a oveja.
Shep Horgan es un tipo alegre, agradable, que está casado con una atractiva mujer mucho más joven llamada Mae (Valerie French), a quien conoció en Canadá. Jubal cae bien a Shep y este le ofrece un trabajo permanente. A espaldas de su marido, Mae también ha tomado cariño a Jubal, y así se lo expresa en términos muy claros. Shep ha quedado impresionado con la ética de trabajo de Jubal y lo convierte en capataz de los vaqueros. Ello hace que aumente la hostilidad de Pinky (quien no goza de la confianza de Shep) hacia Jubal.
Jubal rechaza las insinuaciones amorosas de Mae, a la vez que se interesa por Naomi (Felicia Farr), una joven que viaja en la caravana de un grupo religioso al que Jubal defiende de Pinky y de los otros vaqueros que quieren expulsar a los forasteros. El único aliado de Jubal es un desocupado llamado Reb (Charles Bronson) que se ha unido al grupo. Con la recomendación de Jubal, Reb es contratado para que le ayude en la finca.
Pinky, que supuestamente ha engañado a Shep con Mae a espaldas de su marido, le dice a éste que son su esposa y Jubal quienes le han traicionado. Shep exige la verdad a Mae, quien responde airadamente que ella no lo soporta y miente diciendo que Jubal estuvo efectivamente con ella.
Shep, enfurecido, sale a la ciudad y se enfrenta a Jubal con la intención de matarlo. Reb lanza una pistola a Jubal justo a tiempo y éste mata a Shep en defensa propia.
Pinky va a la casa de Mae y la golpea salvajemente cuando ella lo rechaza. A continuación agrupa a los demás para ir tras Jubal, persuadiéndolos de que le robó la esposa a Shep y después lo mató. Pero Mae cuenta la verdad antes de morir, reconociendo que sus acusaciones hacia Jubal eran completamente falsas y que Pinky es el culpable.

## Reparto
- Glenn Ford: Jubal Troop
- Ernest Borgnine: Shep Horgan
- Rod Steiger: Pinky
- Valerie French: Mae Horgan
- Felicia Farr: Naomi
- Charles Bronson: Reb
- Jack Elam: McCoy

## Enlaces
- Jubal en Internet Movie Database (en inglés).

- Datos: Q2481256